# Espècie indicadora

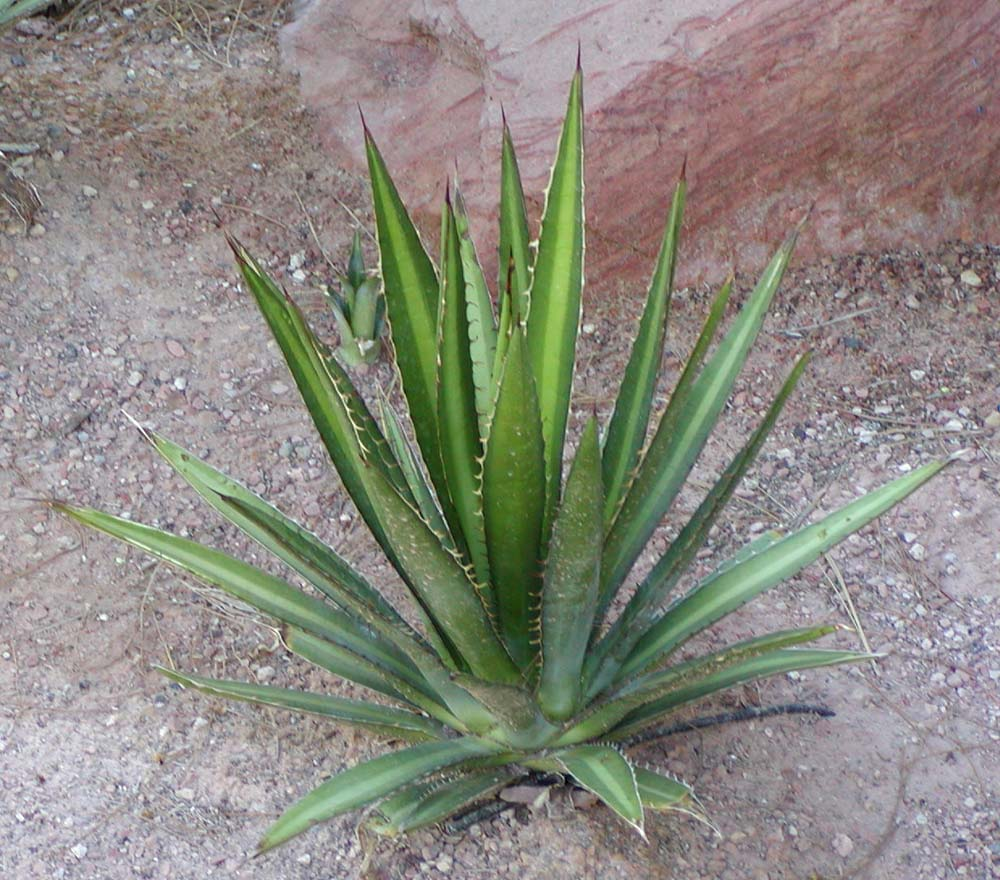
Agave lechuguilla és una espècie indicadora

Una espècie indicadora és qualsevol espècie biològica que defineix un tret o una característica del medi ambient. Per exemple una espècie pot delimitar una ecoregió (per exemple la planta Agave lechuguilla defineix regionalment el territori del desert de Chihuahua. A Amèrica Central la magnolia guatemalenca defineix el límit, per altitud, entre el bosc nebulós i el bosc de munyanya).
o indicar una condició mediambiental com una malaltia, sorgiment d'una plaga, contaminació, competència entre espècies o canvi climàtic. Les espècies indicadores poden estar entre les espècies més sensibles d'una regió, i de vegades actuen com un avís primerenc per als biòlegs que fan el seguiment d'una regió.

## Indicadors de condició ambiental
Les espècies indicadores també reben el nom d'organismes sentinelles, és a dir, organismes que són ideals pel seguiment biològic (biomonitoring). Les ostres i els musclos s'ha usat molt pel seguiment biològic marins i en estuaris. Per exemple el programa mundial "Vigilància del musclo" ('Mussel Watch' programme) fa servir musclos per avaluar els impactes ambientals en les aigües costaneres. Els seus ben documentats hàbits d'alimentació, l'estat de fixació i el seu paper com a part integral de la cadena alimentària són algunes de les principals raons per les quals les ostres i els musclos són àmpliament utilitzats biomonitors. Una quantitat considerable de les concentracions de contaminants es troben en els sediments superficials (és a dir, els de partícules de gra més fi, en general fangs i llims o argiles) dels ambients marins i dels estuaris. Un important procés físic que regeix el transport de material fi particulat i de contaminants lligats a partícules associats en ambients d'estuari és la resuspensió. Els vents forts creen ones de superfície les quals en aigües somes (<5m), projecten energia a la interfície aigua-sediment resultant en la resuspensió de sediments fins des de les capes superiors del fons de l'estuari. Una vegada en suspensió, el material fi pot ser transportat per corrents de les marees a altres parts de l'estuari i possiblement a l'oceà durant múltiples fases d'aquest procés. Els musclos i les ostres són animals que s'alimenten per filtració i, per tant, ingereixen moltes partícules de la columna d'aigua. La resuspensió del sediment és molt important dins el procés de bioacumulació el qual ajuda a avaluar els efectes possiblement adversos dels contaminants en els sediments.

## Definicions
Lindenmayer et al. suggereixen 7 definicions alternatives per a les espècies indicadores:
1. una espècie la presència de la qual indica que hi haurà un conjunt d'altres espècies i la seva absència indica la manca de tot el conjunt d'aquestes altres espècies.
2. Una espècie clau (keystone species), que és una espècie l'addició o pèrdua de la qual de l'ecosistema, porta a un canvi principal en l'abundància o aparició d'almenys una altra espècie.
3. una espècie la presència de la qual indica condicions abiòtiques creades pels humans com són la contaminació de l'aire o de l'aigua (sovint reben el nom d'espècies indicadores de contaminació).
4. una espècie dominant que proporciona la major part de la biomassa o del nombre d'individus en una zona.
5. una espècie que indica condicions mediambientals particulars com les de certs sòls o tipus de roca.
6. una espècie considerada sensible i, per tant, capaç de donar el senyal d'alarma quan passen canvis ambientals com són l'escalfament global o la modificació del maneig d'incendis (de vegades anomenades espècies bioindicadores).
7. una espècie indicadora de gestió, la qual és una espècie que reflecteix els efectes d'un règim de pertorbació o els esforços per mitigar els efectes de la pertorbació.

Els tipus 1, 2, i 4 s'han proposat com indicadors de la biodiversitat biològica i els tipus 3, 5, 6, i 7 com indicadors de condicions abiòtiques i/o canvis en processos ecològics.

## Espècies indicadores de bosc primari al Gran Bretanya
Les espècies indicadores en aquests boscos han de tolerar l'ombra i ser colonitzadores lentes. Les espècies inclouen Anemone nemorosa, Narcissus pseudonarcissus, Chrysosplenium, Allium ursinum.